# Neivamyrmex quadratooccipitus
Neivamyrmex quadratooccipitus é uma espécie de formiga do gênero Neivamyrmex.